# Ichinobe-no Oshiwa
Ichinobe-no Oshiwa (磐坂市邊押磐 siglo V) era el hijo mayor del emperador japonés Richū; y fue padre del emperador Kenzō y del emperador Ninken.
No se pueden asignar fechas firmes a las vidas o reinados de este período, pero se considera que el reinado del emperador Ankō ha durado de 456 a 479; y Oshiwa murió durante el reinado de Ankō.

## Historia tradicional
Según el Nihonshoki, Oshiwa murió en un accidente de caza por emperador Yūryaku. Sus hijos fueron adoptados como herederos por el Emperador Seinei. Son conocidos como Prince Woke (o Kenzō-tennō) y Prince Oke (o Ninken-tennō).

## Referencias

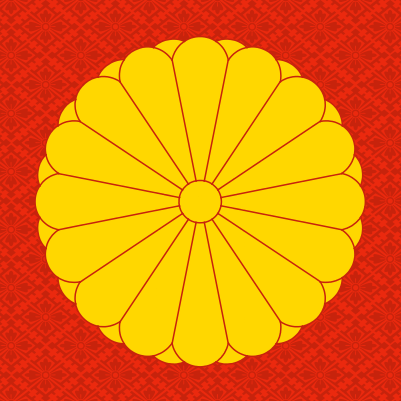
El símbolo crisantemo del emperador japonés y su familia.